# Josep Moix i Regàs
Josep Moix i Regàs (Sabadell, 28 d'octubre de 1898 - Praga, 3 de setembre de 1973) fou un teixidor i polític comunista català, secretari general del Partit Socialista Unificat de Catalunya (1949-1965), alcalde de Sabadell (1936-1938), director general de Treball i ministre de Treball al govern espanyol.

## Biografia
Moix era teixidor d'ofici i fou dirigent del Sindicat de la Indústria Tèxtil de Sabadell dins la Confederació Nacional del Treball (CNT). El 1926 hagué de marxar a l'Argentina, per la persecució de la dictadura de Miguel Primo de Rivera. El 1929 tornà a Sabadell i es va fer càrrec de la secretaria de la Federació Local de Sabadell.
En el Congrés de la CNT del juny del 1931, celebrat a Madrid, s'alineà amb la posició trentista, oposada a la tendència anarquista sostinguda per la Federació Anarquista Ibèrica (FAI). Així el maig del 1932, la Federació Local de Sindicats (FLS) de Sabadell deixà de pagar la seva contribució a la direcció confederal, per la qual cosa el setembre del mateix any, Moix va ser expulsat de la CNT igual que tota la FLS. El maig del 1933 participà en la constitució dels anomenats Sindicats d'Oposició (dissidents de les tesis de la FAI), però també xocà contra les idees anarcosindicalistes d'aquests i va acabar abraçant el marxisme i afiliant-se a la Unió Socialista de Catalunya (USC). Va participar activament en els fets del sis d'octubre de 1934, i s'hagué d'exiliar de nou. En tornar ja s'havia arrenglerat totalment amb el socialisme, s'afilià a la Unió General de Treballadors (UGT) i al Partit Socialista Unificat de Catalunya (PSUC).
Dins la tasca sindical aconseguí que moltes agrupacions locals s'incorporessin a la UGT, de forma que durant la guerra, el sindicat socialista va experimentar el seu major creixement a la regió barcelonina. Fou president del Comitè Local Antifeixista de Sabadell, càrrec des del qual accedí a l'alcaldia del 1936 al 1938. Fou també director general de Treball al Principat i l'abril del 1938 fou nomenat ministre de Treball al govern espanyol dirigit per Juan Negrín. El febrer del 1939, acabada la guerra civil espanyola, marxà a Alacant i d'ací a França i, en arribar el torn d'aquesta, passà a Mèxic. Després de la Segona Guerra Mundial tornà a França, i el 1949 substituí Joan Comorera com a secretari general del PSUC. El 1953 les autoritats franceses l'expulsaren en mig d'una campanya anticomunista. Llavors s'instal·là a Praga. El 1956 deixà la secretaria a Gregori López Raimundo per ocupar la presidència del partit, càrrec que va ocupar fins a la seva mort.